# Juninho (futebolista, 1981)
Tadeu de Jesus Nogueira Junior, mais conhecido como Juninho (Ribeirão Preto, 9 de Julho de 1981) é um ex-futebolista brasileiro que atuava como goleiro.

## Carreira
Juninho começou sua carreira no Vitória, clube que defendeu de 1999 a 2005, conseguindo a titularidade apenas em 2003, quando viveu grande fase, sendo inclusive convocado para a Seleção Brasileira olímpica. Em 2006, devido ao destaque, foi vendido para o Cruzeiro, onde não teve muitas oportunidades. Do Cruzeiro foi para o Santa Cruz, tampouco sendo aproveitado.
Em 2007, se transferiu para o América Mineiro, onde jogou o Campeonato Mineiro de 2007, fazendo grandes atuações, defesas importantíssimas e começava a chamar atenção de grandes times. Com a escassez de gols do América no Campeonato, o time foi rebaixado, o que facilitou a saída de Juninho.
Depois do término do Campeonato Mineiro, foi para o América de Natal, onde jogou por apenas um mês, na reserva. Então se transferiu para o Atlético Mineiro, em 2007, para ser titular. No Campeonato Brasileiro de 2007, Juninho foi titular absoluto, fez grandes atuações e defesas espetaculares, ganhando a vaga.
Em 2008, a história começou a mudar. No Campeonato Mineiro, estava acima do peso, não conseguia dar sequência as suas atuações em 2007. Durante todo o campeonato, ele e o reserva Edson revezaram no gol. O time conseguiu chegar à final do estadual daquele ano, mas na primeira partida da final, contra o Cruzeiro, ,o time tomou 5 gols, e perderam a final.
No Campeonato Brasileiro de 2008, a má fase viria a continuar, Juninho fazia algumas atuações razoáveis, mas nada como no ano anterior. Em outubro, foi descoberto que Juninho tinha uma hérnia de disco, e ele teve de ser operado e ficar um mês afastado dos gramados. Quando voltou, estava acima do peso, mas teve de ser escalado, devido as péssimas atuações de Edson. Depois do término da temporada, Juninho disse que iria abrir mão das férias para treinar e entrar em forma.
Com a chegada do goleiro Aranha no alvinegro, Juninho perdeu seu espaço. Dispensado em junho, assinou com o Juventude, e, no seu jogo de estreia, defendeu um pênalti. Naquele ano, o Juventude passava por dificuldades dentro do campeonato e o goleiro tampouco se destacou com o decorrer do certame, sendo dispensado após não conseguir evitar o rebaixamento do clube gaúcho.
Em 2010, assinou com o Paraná, onde foi titular na disputa da Série B, sendo um dos grandes destaques do Tricolor na temporada de 2010, tendo inclusive marcado dois gols de pênalti. Ao final do ano, optou por deixar o clube para ficar perto de sua familia.
Para a temporada de 2011, foi contratado pela Portuguesa, onde não teve muitas chances no time titular, indo assim para o Grêmio Barueri.
Em julho de 2012 foi anunciado como novo reforço do Caxias-RS para a disputa da Série C 2012.
Em dezembro de 2012, acertou para 2013, com o Audax-SP, foi repassado ao Audax-RJ por questão familiar.
Em dezembro de 2013, acertou para 2014, com o Red Bull Brasil.

## Títulos
Vitória
- Campeonato Baiano: 2002, 2003, 2004, 2005
- Copa do Nordeste: 2003

Cruzeiro
- Campeonato Mineiro: 2006